# SEAT Leon Cupra
De SEAT Leon Cupra is de krachtigste versie van de Leon van de Spaanse automobielconstructeur SEAT. Hij is op hetzelfde onderstel gebaseerd als de Volkswagen Golf GTI en wordt aangedreven door dezelfde motor. In de SEAT levert hij echter 240 pk, in de Golf GTI Edition 30 slechts 230 pk.

## Motor
De auto wordt aangedreven door een tweeliter vier-in-lijn FSI met turbo, die 240 pk bij 5.700 tpm en 300 Nm bij 2.200 - 5.500 tpm levert. Daarmee is het mogelijk een topsnelheid van net geen 250 km/h te halen en onder de 7 seconden naar 100 km/h op te trekken.

## Galerij

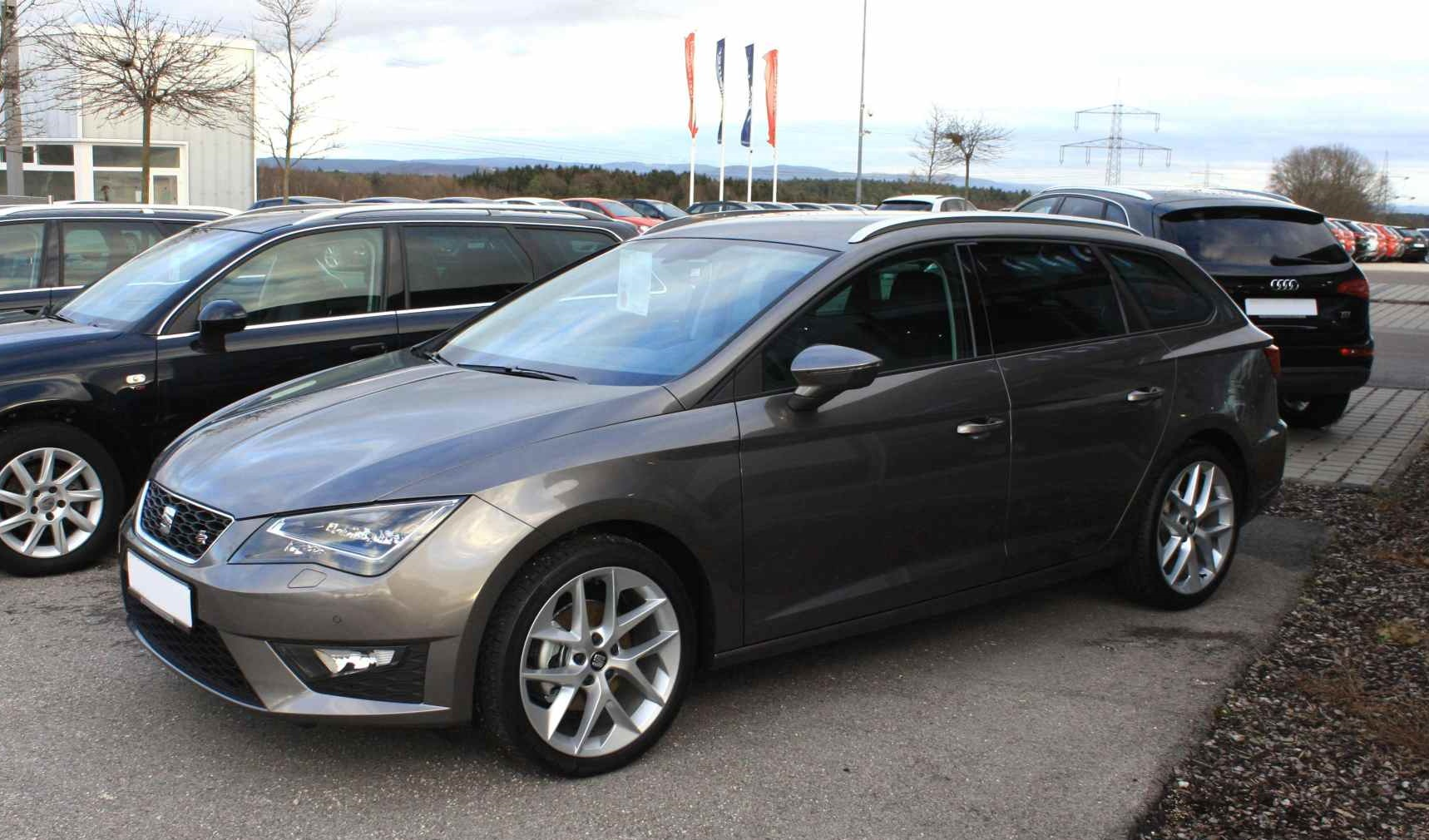
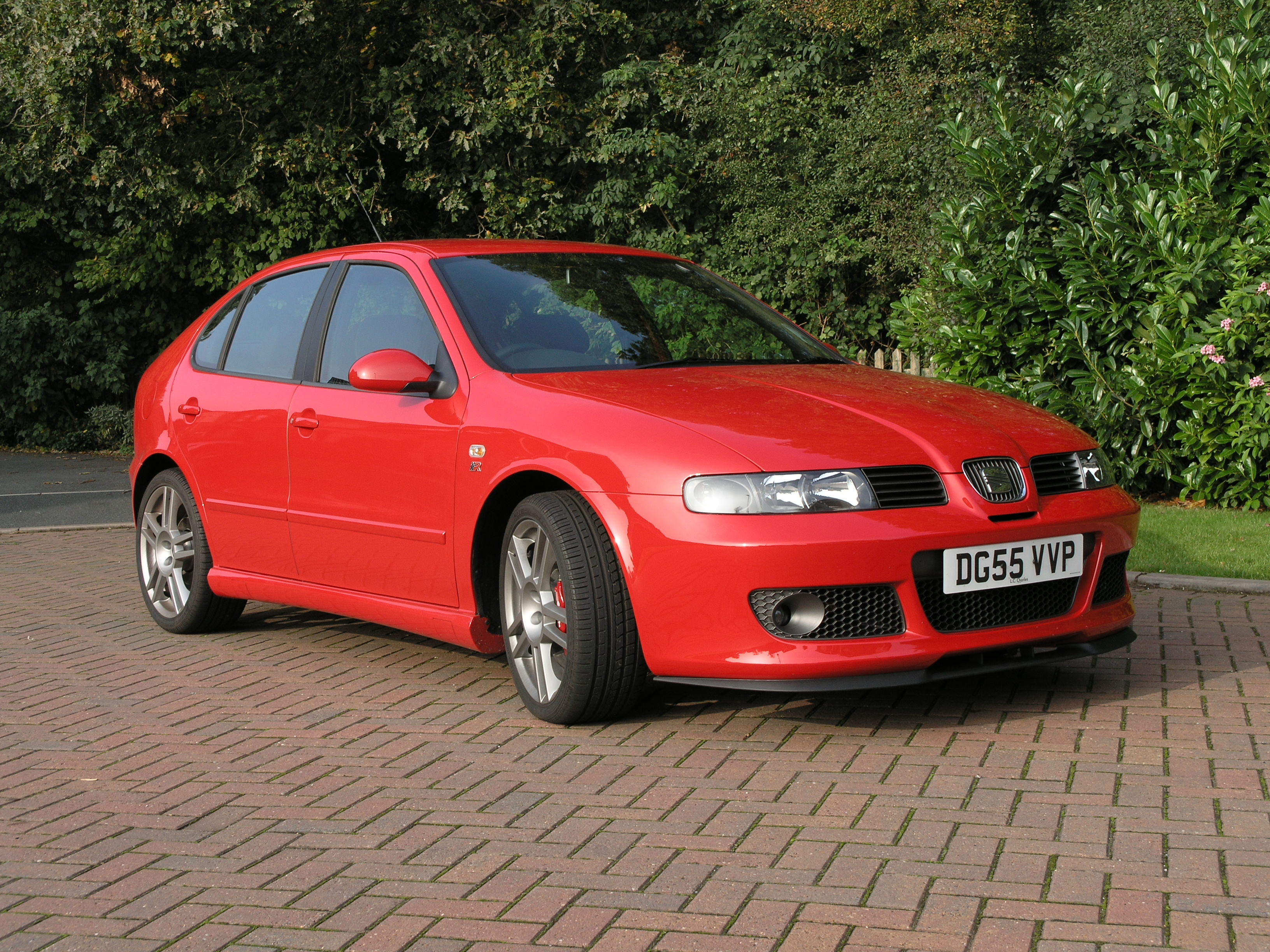
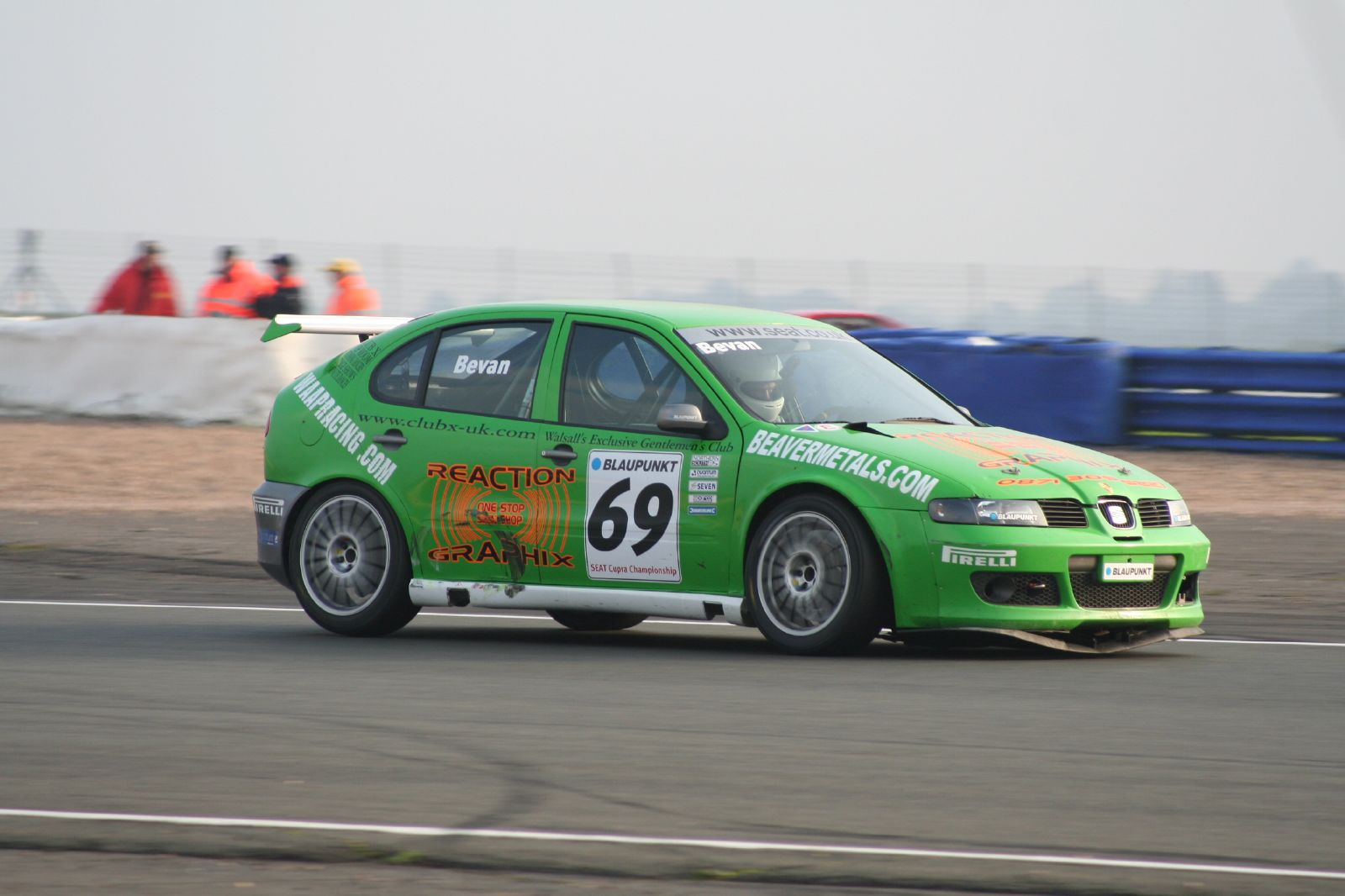
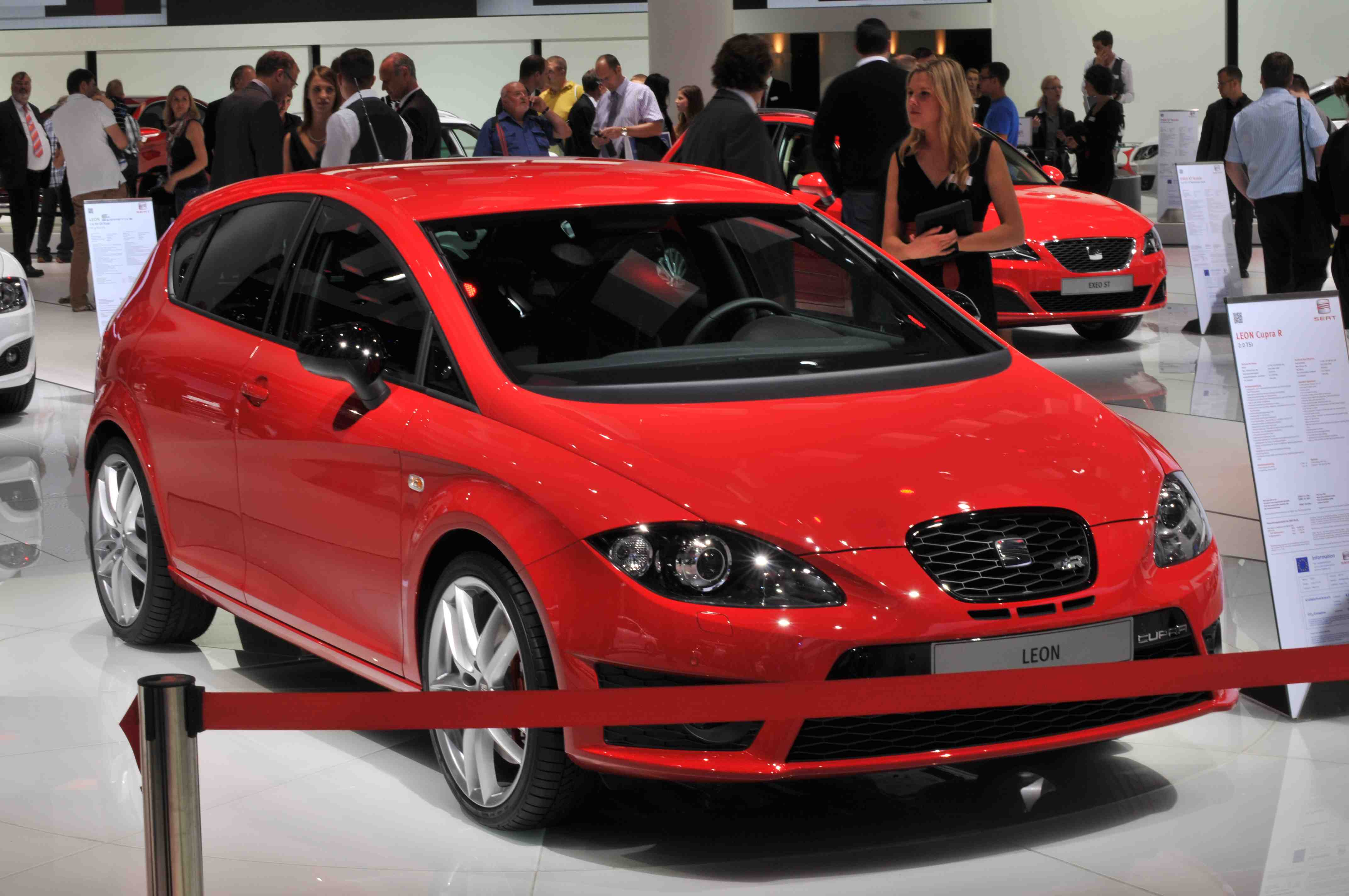
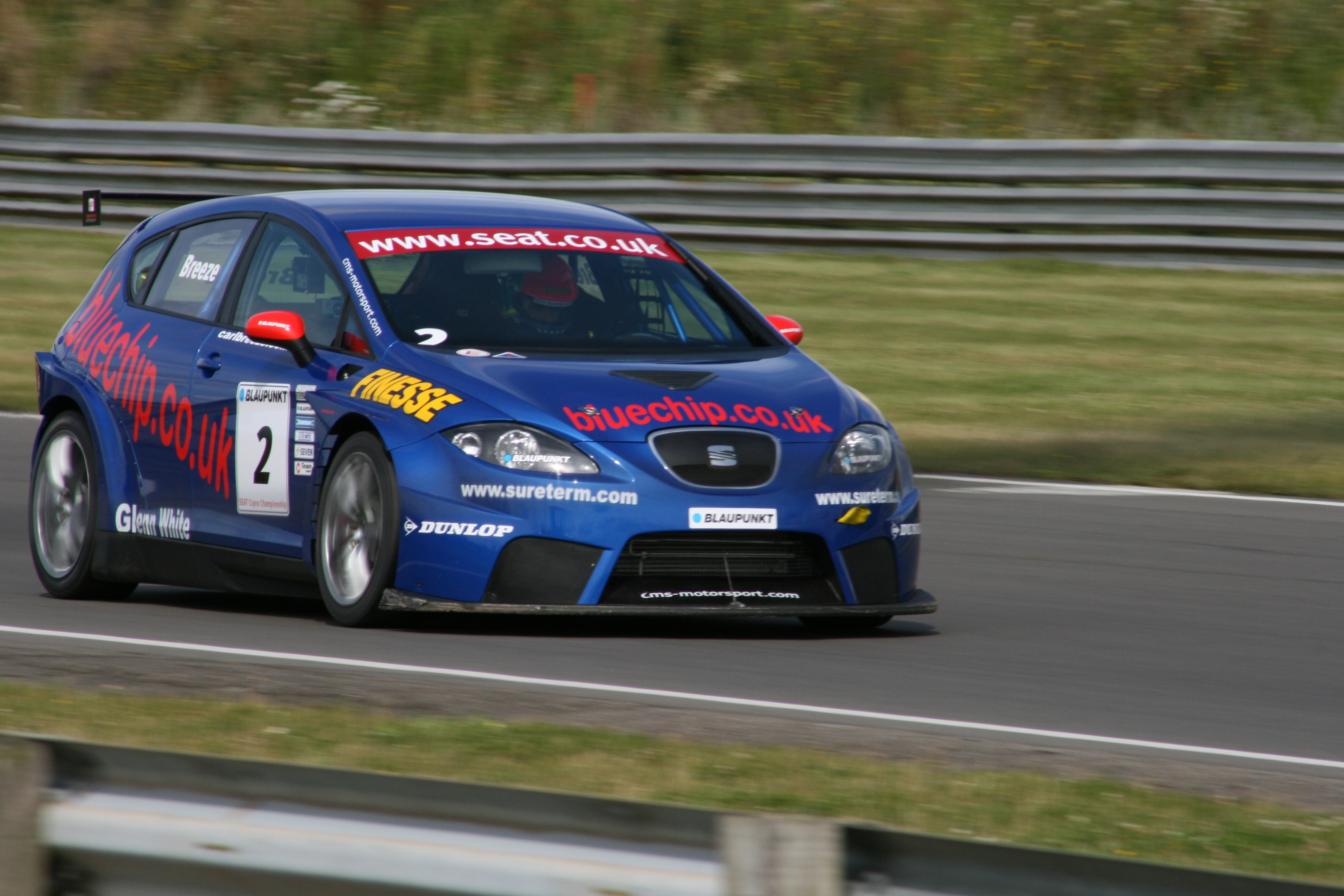
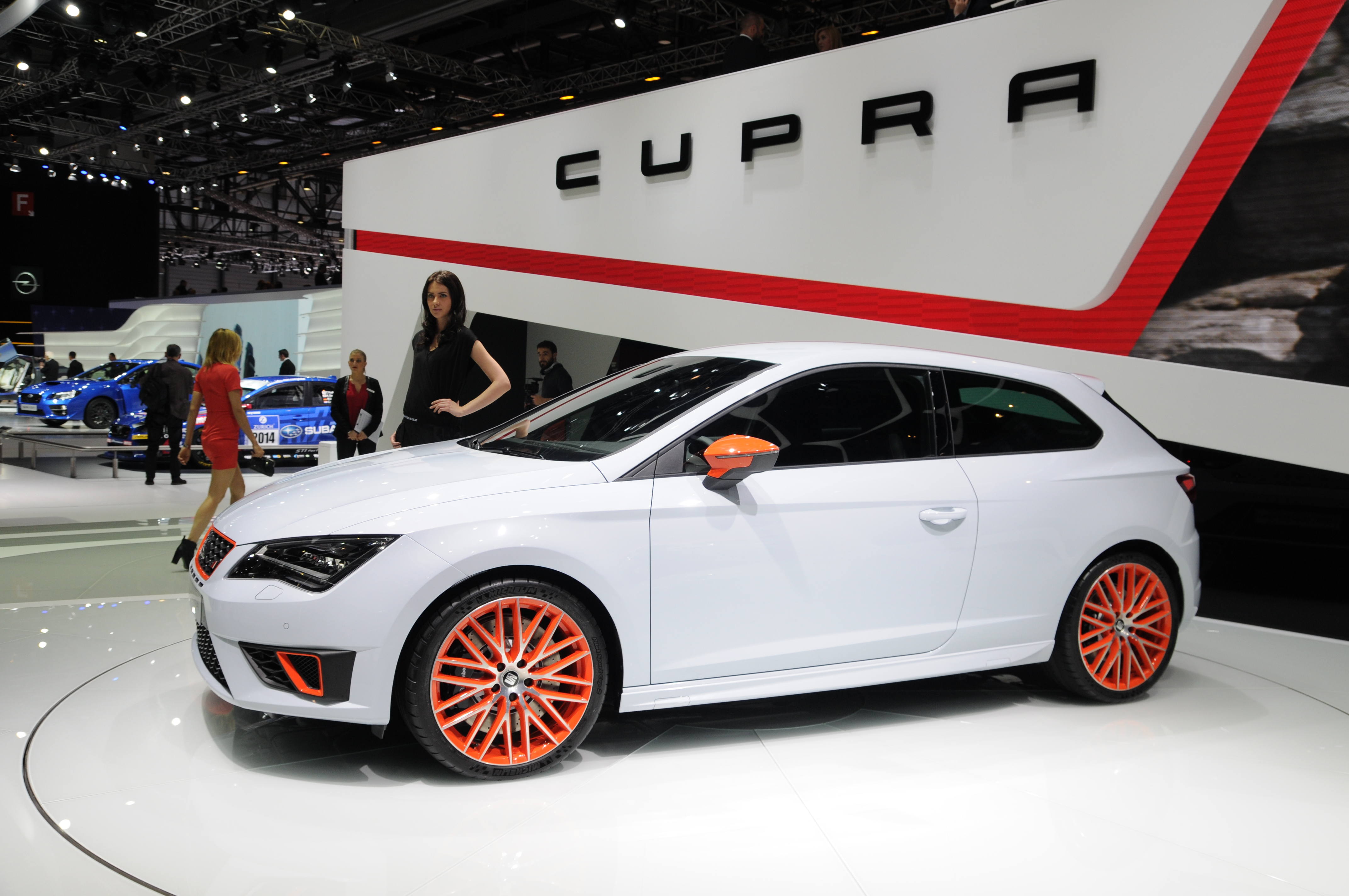
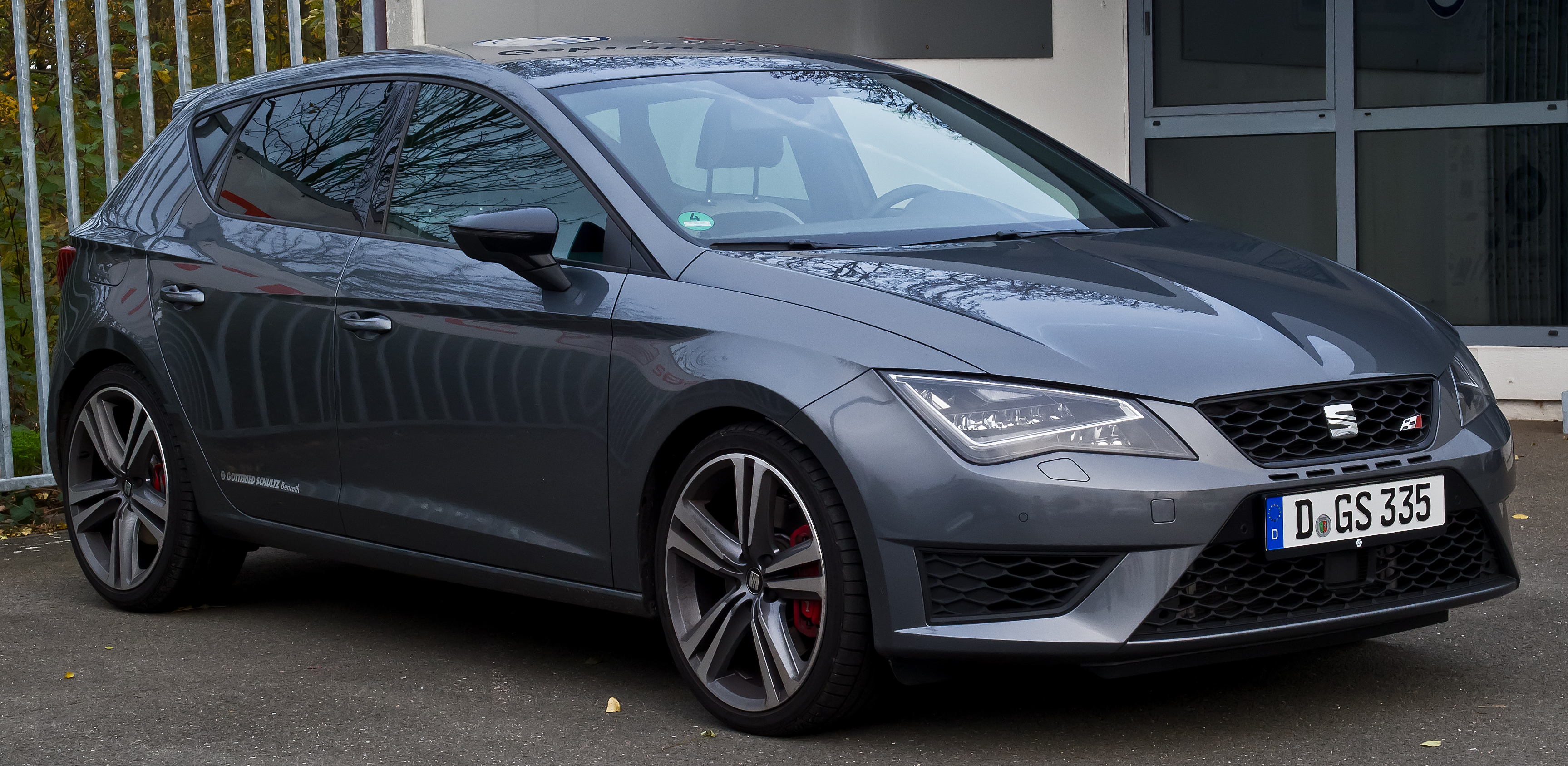